# Tobias Ufer
Tobias Ufer (* 16. Februar 1978 in Düsseldorf) ist ein deutscher Moderator und Stadionsprecher.

## Leben und Karriere

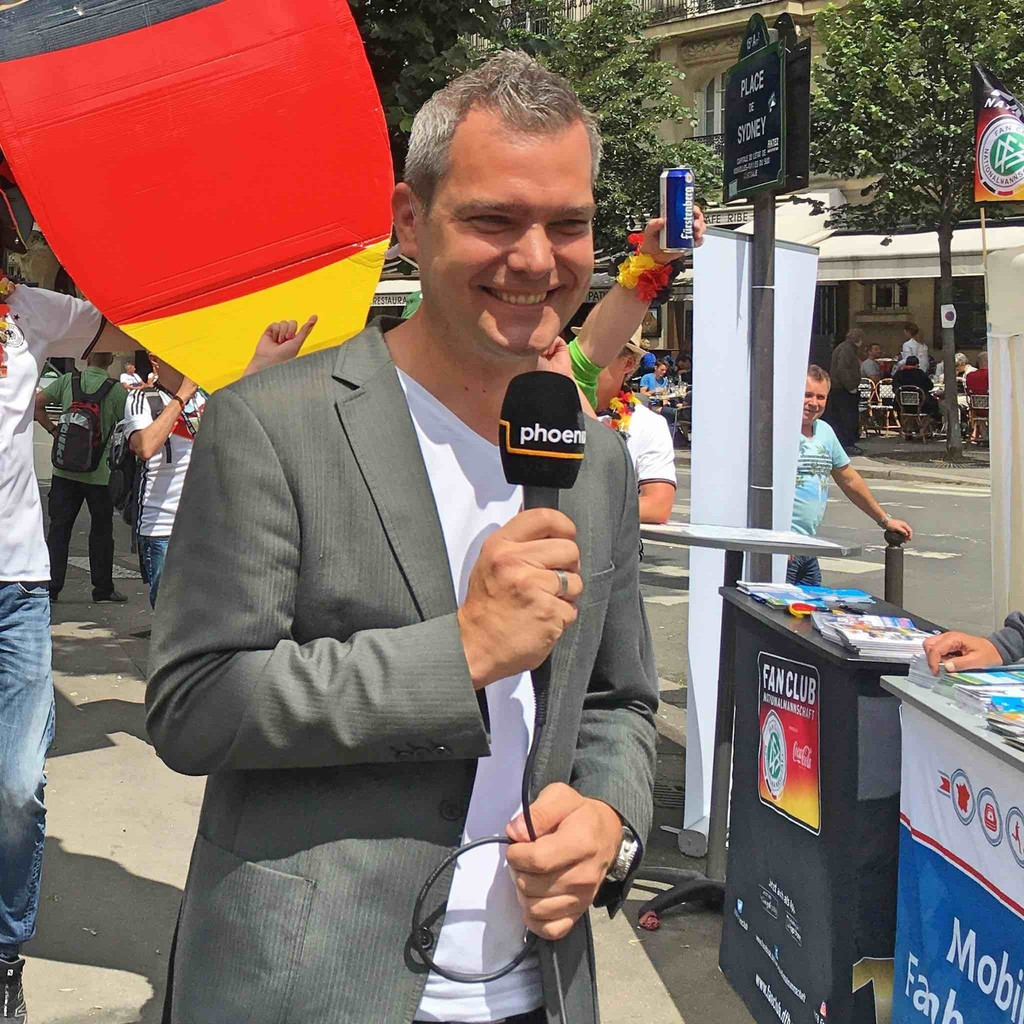
Tobias Ufer als Phoenix-Reporter

Ufer besuchte die Peter-Ustinov-Gesamtschule in Monheim am Rhein. Nach dem Abitur absolvierte er ein Studium zum Tontechniker an der Schule für Tontechnik (SfT) in Wuppertal.
Im Jahr 1998 wurde Ufer als Moderator beim Kinder- und Jugendsender Nickelodeon vorgestellt. Nachdem der Sender seinen Sendebetrieb in Deutschland eingestellt hatte, wechselte er 1999 zum RTL Disney-Club (bis 2002). Im Jahr 2003 tauchte er kurzzeitig als Moderator des Regionalfensters „RTL München Live“ auf. Von 2005 bis 2010 war Ufer der Sportmoderator des Lokalsenders center.tv Köln. Dort moderierte er das tägliche Magazin „Rheinsport“. Außerdem präsentierte er den wöchentlichen Fußball-Talk „Heimspiel“ und moderierte hin und wieder auch das „Stadtgespräch“. 2010 ging Ufer als Redakteur und Reporter zum Ereignis- und Dokumentationskanal Phoenix von ARD und ZDF. Ende 2011 wechselte er zu Sky und arbeitete dort als Moderator von Sky Sport News HD. Von 2014 bis 2021 war Ufer als Redakteur und Chef vom Dienst beim Nachrichtensender n-tv tätig. Seit 2023 ist Ufer zurück beim Sender Phoenix und moderiert dort u. a. die Sendungen "vor Ort" und "der Tag".
Seit der Bundesliga-Saison 2017/18 ist Ufer der Stadionsprecher von Bayer 04 Leverkusen.